# Stazione di Morioka

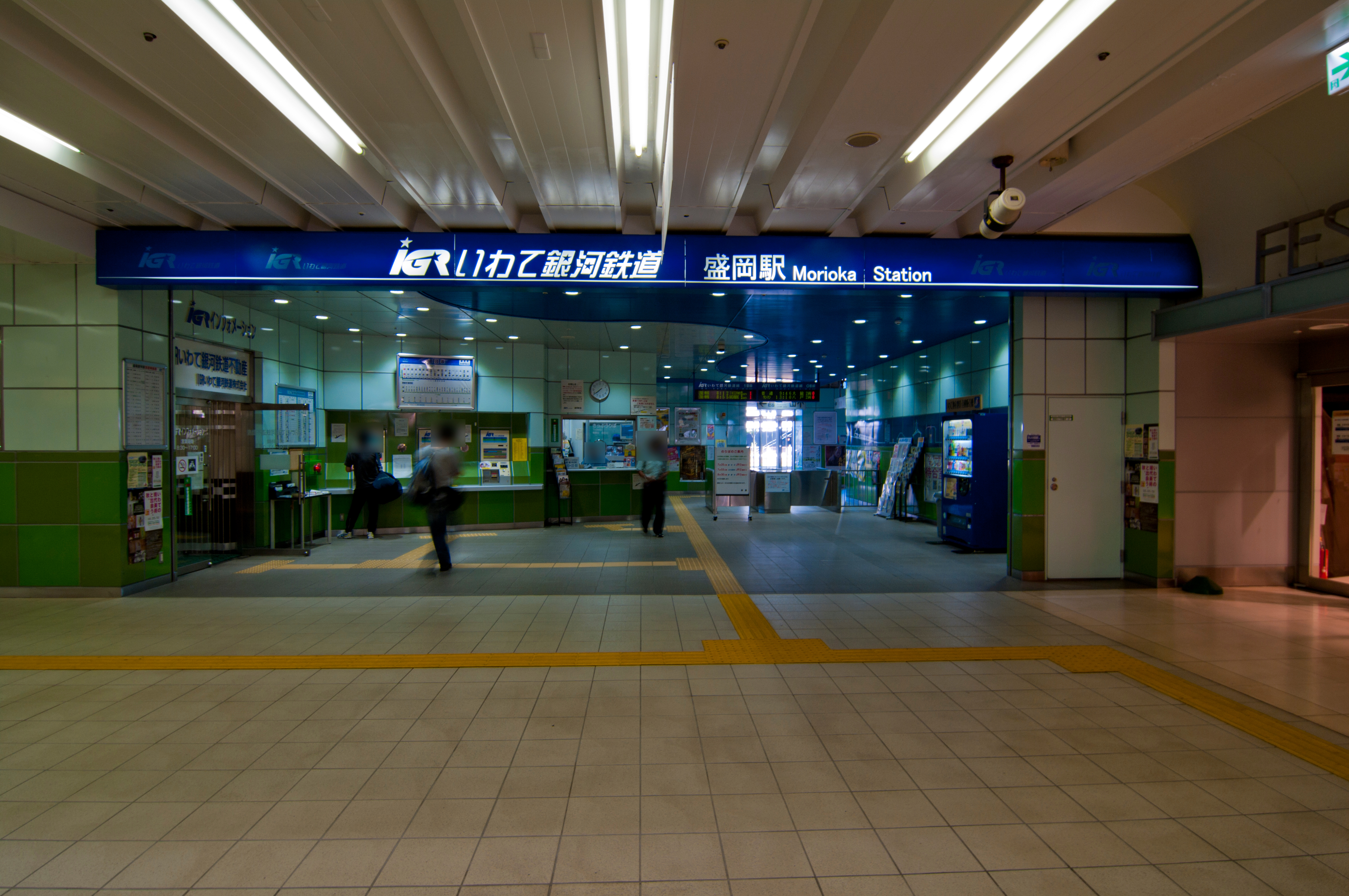
Vista del mezzanino della sezione della ferrovia Iwate Galaxy

La Stazione di Morioka (盛岡駅?, Morioka-eki) è la principale stazione ferroviaria di Morioka, il capoluogo della prefettura di Iwate in Giappone. La stazione è stata raggiunta nel 1982 dal treno ad alta velocità Tōhoku Shinkansen, del quale è stato capolinea nord fino al 2002, e nel 1997 dall'Akita Shinkansen.

## Linee e servizi
JR East
 Tōhoku Shinkansen
 Akita Shinkansen
■ Linea principale Tōhoku
■ Linea Tazawako
■ Linea Yamada
■ Linea Hanawa (servizio ferroviario)
 Ferrovia Iwate Galaxy
■ Ferrovia Iwate Galaxy

## Struttura

### Stazione JR East
La stazione di Morioka JR è costituita da due parti, una in superficie per le linee regionali, e una su viadotto per l'alta velocità Shinkansen. La prima dispone di quattro marciapiedi a isola con otto binari totali, uniti da un sovrappassaggio. La stazione per l'alta velocità, su viadotto, dispone di due marciapiedi a isola con quattro binari passanti. La stazione dispone di biglietteria (dalle 5:30 alle 22:40), tornelli di accesso automatici con supporto a bigliettazione Suica, kombini, distributori di bevande, sala fumatori, bagni pubblici gratuiti e l'agenzia di viaggi convenzionata con la JR, "View Plaza".
Linee regionali
| 2     | ■ Linea Yamada                                           | per Kamiyonai, Moichi e Miyako                 |
| 2     | ■ Ferrovia Iwate Galaxy (treni per linea Tōhoku)         | per Takizawa, Kōma e Iwate-Numakunai           |
| 3     | ■ Linea principale Tōhoku (treni per linea Iwate Galaxy) | per Hanamaki, Kitakami, Hiraizumi e Ichinoseki |
| 3     | ■ Ferrovia Iwate Galaxy                                  | per Takizawa, Kōma e Iwate-Numakonai           |
| 4     | ■ Espresso limitato notturno Cassiopeia                  | per Hakodate e Sapporo                         |
| 5-6-7 | ■ Linea principale Tōhoku                                | per Hanamaki, Kitakami, Hiraizumi e Ichinoseki |
| 8-9   | ■ Linea Tazawako                                         | per Shizukuishi, Tazawako e Ōmagari            |

Linee Shinkansen
| 11-12 | ■ Tōhoku Shinkansen | per Sendai, Utsunomiya, Ōmiya e Tokyo             |
| 13    | ■ Tōhoku Shinkansen | per Sendai, Utsunomiya, Ōmiya e Tokyo             |
| 13    | ■ Tōhoku Shinkansen | per Hachinohe, Shin-Aomori e Shin-Hakodate-Hokuto |
| 14    | ■ Tōhoku Shinkansen | per Hachinohe, Shin-Aomori e Shin-Hakodate-Hokuto |
| 14    | ■ Akita Shinkansen  | per Tazawako, Ōmagari e Akita                     |

### Sezione Iwate Galaxy
L'area della ferrovia Iwate Galaxy, oltre ai binari in condivisione con la linea JR, dispone di due binari tronchi. 
| 0-1 | ■ Ferrovia Iwate Galaxy       | per Iwate-Numakunai, Ninohe e Hachinohe   |
| 0-1 | ■ servizi via Linea JR Hanawa | per Arayashimmachi, Kazuno-Hanawa e Ōdate |

## Stazioni adiacenti
| «                             | Servizio                  | »                 |
| Tōhoku Shinkansen             | Tōhoku Shinkansen         | Tōhoku Shinkansen |
| ----------------------------- | ------------------------- | ----------------- |
| Shin-Hanamaki                 | Hayabusa                  | Iwate-Numakunai   |
| Capolinea                     | Hayate                    | Iwate-Numakunai   |
| Shin-Hanamaki                 | Yamabiko                  | Capolinea         |
| Akita Shinkansen              |                           |                   |
| Sendai                        | Komachi                   | Shizukuishi       |
| Linea principale Tōhoku       |                           |                   |
| Senbokuchō                    | Locale Rapido Aterui      | Capolinea         |
| Yahaba                        | Rapido Hamayuri           | Capolinea         |
| Linea Yamada                  |                           |                   |
| Capolinea                     | Locale Rapido Riasu       | Kami-Morioka      |
| Linea Tazawako                |                           |                   |
| Capolinea                     | Locale                    | Ōkama             |
| Ferrovia Iwate Galaxy         |                           |                   |
| Capolinea                     | Locale Rapido             | Aoyama            |
| F. Iwate Galaxy via l. Hanawa |                           |                   |
| Capolinea                     | Locale Rapido Hachimantai | Aoyama            |